# Steve McDowall
Steven Clark McDowall –conocido como Steve McDowall– (Rotorua, 27 de agosto de 1961) es un exjugador neozelandés de rugby que se desempeñaba como pilar, también un ex-judoka.

## Trayectoria en rugby

### Selección nacional
Fue convocado a los All Blacks por primera vez en octubre de 1985 para enfrentar a los Pumas, formó parte del seleccionado no-oficial conocido como los New Zealand Cavaliers y disputó su último partido en junio de 1992 ante el XV del Trébol. En total jugó 46 partidos y marcó tres tries (12 puntos por aquel entonces).

### Participaciones en Copas del Mundo
McDowall disputó dos Copas del Mundo, siendo titular en ambas. En Nueva Zelanda 1987 se consagró campeón del Mundo y los All Blacks dominaron el torneo de principio a fin. Cuatro años después en Inglaterra 1991 jugó su último mundial; Nueva Zelanda resultó eliminada por los Wallabies en semifinales y luego venció al XV del Cardo en el partido por el tercer lugar.
| Mundial                       | Sede          | Resultado     | PJ | Tries |
| ----------------------------- | ------------- | ------------- | -- | ----- |
| Copa Mundial de Rugby de 1987 | Nueva Zelanda | Campeón       | 5  | 1     |
| Copa Mundial de Rugby de 1991 | Inglaterra    | Tercer puesto | 6  | 0     |

### Palmarés
- Campeón del South Pacific Championship de 1988, 1989 y 1990.
- Campeón del National Provincial Championship de 1987, 1988, 1990, 1993.

## Trayectoria en yudo
Ganó dos medallas de bronce en el Campeonato de Oceanía de Judo en los años 1977 y 1979.
| Campeonato de Oceanía | Campeonato de Oceanía   | Campeonato de Oceanía | Campeonato de Oceanía |
| Año                   | Lugar                   | Medalla               | Categoría             |
| --------------------- | ----------------------- | --------------------- | --------------------- |
| 1977                  | Melbourne (Australia)   | Medalla de bronce     | Abierta               |
| 1979                  | Rotorua (Nueva Zelanda) | Medalla de bronce     | –86 kg                |